# Donkere marmeruil
De donkere marmeruil (Protodeltote pygarga) is een vlinder uit de familie van de uilen (Noctuidae). De vlinder kan overdag actief zijn. De spanwijdte bedraagt tussen de 20 en 26 millimeter.
De vliegtijd is van begin mei tot half augustus in één generatie. Soms is er een partiële tweede generatie tot begin oktober. Rupsen leven van verschillende planten uit de grassenfamilie.
Het verspreidingsgebied beslaat het noordelijke deel van het palearctisch gebied. In Nederland en België is de donkere marmeruil in alle provincies een algemene soort.

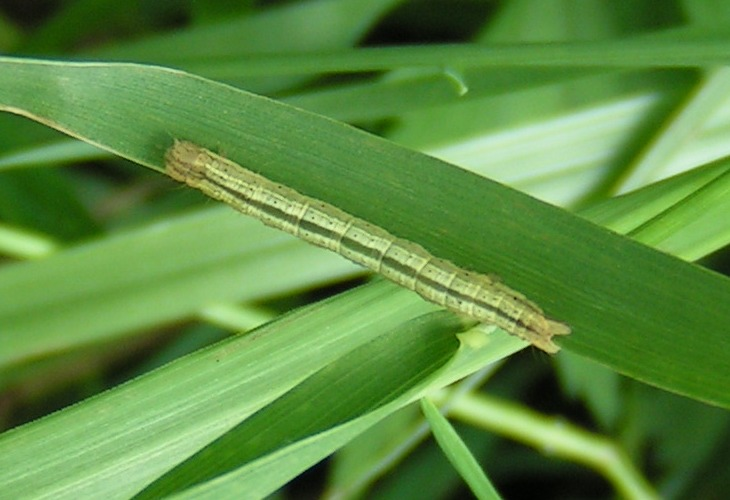
Rups